# Сарн
Сарн (нем. Sarn) — деревня и бывшая коммуна в Швейцарии, кантон Граубюнден. Население составляло 142 человека на 2007 год. Официальный код — 3666. 1 января 2010 года вместе с коммунами Портайн, Прец и Тартар вошла в состав коммуны Кацис.
Входит в состав региона Виамала (до 2015 года входила в округ Хинтеррайн).
На выборах в 2007 году наибольшее количество голосов получила Швейцарская народная партия (51,5 %), за Христианско-демократическую народную партию Швейцарии проголосовали 11,7 %, за Социал-демократическую партию Швейцарии — 18,7 %, за Свободную демократическую партию — 18,1 %.

## Географическое положение
До слияния площадь Сарна составляла 7,60 км². 78,9 % площади составляли сельскохозяйственные угодья, 15,1 % — леса, 3,2 % территории было заселено, 2,8 % заняты природными объектами.

## История
Коммуна впервые упоминается в 1156 году как Sarn. 1 января 2010 года коммуны Портайн, Прец, Сарн и Тартар стали частью коммуны Кацис.

## Население
На 2000 год население Сарн составляло 159 человек (51,4 % мужчин, 48,6 % женщин). 97,48 % жителей говорило на немецком языке, 1,94 % — на итальянском. 17,0 % населения были в возрасте до 9 лет, 14,5 % — от 10 до 19 лет, 5,0 % — от 20 до 29 лет, 15,7 % — от 30 до 39 лет, 16,4 % — от 40 до 49 лет, 10,1 % — от 50 до 59 лет, старше 60 лет было 21,4 % населения.
| 1850 | 1900 | 1950 | 2000 | 2007 |
| ---- | ---- | ---- | ---- | ---- |
| 259  | 150  | 168  | 159  | 142  |